# Kusgaon Budruk
Kusgaon Budruk là một thị trấn thống kê (census town) của quận Pune thuộc bang Maharashtra, Ấn Độ.

## Nhân khẩu
Theo điều tra dân số năm 2001 của Ấn Độ, Kusgaon Budruk có dân số 8567 người. Phái nam chiếm 53% tổng số dân và phái nữ chiếm 47%. Kusgaon Budruk có tỷ lệ 66% biết đọc biết viết, cao hơn tỷ lệ trung bình toàn quốc là 59,5%: tỷ lệ cho phái nam là 74%, và tỷ lệ cho phái nữ là 56%. Tại Kusgaon Budruk, 14% dân số nhỏ hơn 6 tuổi.